# Preza alközség
Preza alközség harmadik szintű közigazgatási egység Közép-Albánia nyugati részén, Tiranától kb. 16 kilométerre északnyugati irányban, a Tirana folyó bal partját kísérő Gërdeci-dombságban. Tirana megyén belül Vora község alárendelt közigazgatási egysége. Székhelye Preza, további települései Ahmetaq, Breg-Shkoza, Fushë-Preza, Gjeç-Kodra, Ndërmjetës és Palaq. A 2011-es népszámlálás alapján az alközség népessége 4727 fő. A dombsági vidék fő nevezetessége a 15. századi prezai vár.

## Fekvése
Az alközség Alacsony-Albánia középső részén, a Tiranai-síkot és a Tirana folyó bal partját kísérő Gërdeci-dombság keleti oldalán fekszik. Legmagasabb pontja a Palaqnál emelkedő Gërdeci-hegy (Maja e Gërdecit, 295 m), innen a dombláb keleti irányban, helyenként meredeken ereszkedik a Tiranai-síkra. Az alközség északkeleti részén, Ahmetaqnál egyesül a Tirana és a Tërkuza, és innen Ishëm néven folytatják útjukat az Adriai-tenger felé. Az alközség keleti peremén fut a Vorát Fushë-Krujával összekötő SH52-es főút, valamint a Shkodra–Vora-vasútvonal.

## Története és nevezetességei
A síkságot kísérő dombvonulaton a 15. században épült fel a prezai vár, amelynek feladata a Szkutari, Kruja és Durazzo közötti útvonal ellenőrzése volt. Az erősség rekonstruált állapotban fennmaradt érdekessége a ma is működő vármecset, valamint a vár közelében látható bektási kútház. A 20. század történetében többször játszott fontos szerepet a vár és Preza települése. 1914-ben a közép-albániai felkelés egyik gócpontja volt, 1920-ban a kormány ellen szegülő Esat Toptani hívei fészkelték be magukat Prezába, 1944 őszén pedig a kommunista partizánok ellen küzdő Abaz Kupi bázisa volt. Prezában kénes vizű gyógyfürdő is található.